# Безсмертний Артур Анатолійович
Арту́р Анато́лійович Безсме́ртний (нар. 12 жовтня 1984 — 26 липня 2018) — солдат Збройних сил України, учасник російсько-української війни.

## Життєпис
Народився 1984 року в місті Лієпая (Латвія); його батько — українець, з Царичанського району. 3 роки відслужив у Латвійській армії. 2011 року батько помер, і Артур щороку на роковини смерті приїжджав в Україну на його могилу. У 2015 році він також приїхав та був вражений рівнем байдужості суспільства до війни. Пішов до військкомату; але через те, що він був нерезидентом України, йому порадили звернутися до добровольчих сил. З початку липня 2015-го року воював у складі ДУК ПС — 5-й окремий батальйон та окрема тактична група розвідки. Коли загинув близький друг Григорій Семанишин, Артур повернувся до Латвії. Але через півроку знову приїхав до України, підписав зі ЗСУ контракт на 6 місяців, який потім постійно продовжував.
Спочатку служив у 2-й роті 1-го механізованого батальйону 54-ї окремої бригади, потім перейшов до взводу снайперів, після чого опинився у 2-му механізованому батальйоні. Наприкінці 2016-го року брав участь у грудневих боях біля Авдіївського лісу (штурм «Чарівного лісу»). Пройшов бої на Світлодарській дузі в 2016—2017 роках. В травні 2018-го перейшов до 72-ї бригади.
26 липня 2018 року зазнав смертельного поранення внаслідок спрацювання вибухового пристрою поблизу селища Новолуганське під час ворожого обстрілу — в ході переміщення підрозділу на іншу позицію.
30 липня 2018-го похований в селі Прядівка, біля могили батька.
Без Артура в Латвії залишились мама і син.

## Нагороди та вшанування
- указом Президента України № 316/2018 від 11 жовтня 2018 року «за особисту мужність і самовіддані дії, виявлені у захисті державного суверенітету та територіальної цілісності України, зразкового виконання військового обов'язку» — нагороджений орденом «За мужність» III ступеня (посмертно)[1]